# Schizophrenic Prayer
Schizophrenic Prayer – singiel warszawskiego zespołu Riverside wydany 17 marca 2008 roku. Jest drugim singlem promującym płytę Rapid Eye Movement. Wydawnictwo zawiera utwór tytułowy w wersji studyjnej i zremiksowanej, a także trzy nowe utwory i teledysk do utworu „02 Panic Room”. Singel został wydany nakładem wydawnictwa Mystic Production. Tytułowy utwór znajdował się przez 20 tygodni na Liście Przebojów Programu Trzeciego, docierając do 31 miejsca.

## Lista utworów
Źródło.
1. „Schizophrenic Prayer” (wersja studyjna) – 4:19
2. „Rainbow Trip” – 6:06
3. „Behind The Eyelids” – 6:11
4. „Rapid Eye Movement” – 12:37
5. „Schizophrenic Prayer” (remix) – 3:34
6. „02 Panic Room” – teledysk

## Twórcy
- Mariusz Duda – śpiew, gitara basowa
- Piotr Grudziński – gitara
- Piotr Kozieradzki – perkusja
- Michał Łapaj – instrumenty klawiszowe